# 中国学園大学
中国学園大学（ちゅうごくがくえんだいがく、英語: Chugoku Gakuen University）は、岡山県岡山市北区庭瀬83に本部を置く日本の私立大学。1962年創立、2002年大学設置。
中国短期大学を併設。

## 沿革
- 1962年 - 中国女子短期大学開校
- 1966年 - 中国女子短期大学が中国短期大学と改称
- 2002年 - 中国学園大学開学
- 2002年 - 現代生活学部人間栄養学科設置
- 2006年 - 子ども学部子ども学科設置
- 2006年 - 大学院現代生活学研究科人間栄養学専攻設置
- 2011年 - 大学院子ども学研究科子ども学専攻設置
- 2015年 - 国際教養学部国際教養学科設置

## 学部・学科
- 現代生活学部
  - 人間栄養学科 （管理栄養士養成課程）
- 子ども学部
  - 子ども学科
- 国際教養学部
  - 国際教養学科

## 大学院
- 現代生活学研究科
  - 人間栄養学専攻
- 子ども学研究科
  - 子ども学専攻

## キャンパス
- 施設設備

本館　1、3～4、6～12号館　図書館　体育館　テニスコート　グラウンド　光風寮（学生寮）
体育館は冷暖房完備。
なお、すべての校舎において耐震診断、耐震化工事が完了している。

## 学生生活

### 行事
- 大学祭 白鷺祭（10月）

### クラブ＆サークル活動
体育会系 - 体育会バレーボール部　女子ソフトボール部　フットサルサークル　バレーボールサークル　バスケットボールサークル　バドミントンサークル　ダンスサークル　器械体操サークル　他
文化系 - アンダーレ　軽音楽サークル　和太鼓サークル(鼓魂)　わくわく保育研究会　こどもサーポート「まっしろ」　他

## アクセス
山陽本線 庭瀬駅から徒歩約13分

## 著名な関係者
- 山口舞（元バレーボール選手） - 2019年7月22日付で本大学広報担当に就任[1]。

## 著名な出身者
- 菱川文香（バレーボール選手）
- 永間香奈子（バレーボール選手：岡山シーガルズ）